# Falemetar
Falemetar (nep. फलामेटार) – gaun wikas samiti w środkowej części Nepalu w strefie Bagmati w dystrykcie Kavrepalanchok. Według nepalskiego spisu powszechnego z 2001 roku liczył on 659 gospodarstw domowych i 4097 mieszkańców (2044 kobiet i 2053 mężczyzn).